# John Jackson (bluesmuzikant)
John Jackson (Woodville, 25 februari 1924 – Fairfax, 20 januari 2002) was een Amerikaanse bluesgitarist.

## Biografie
John H. Jackson groeide op in een muzikale familie en hij leerde vroeg gitaar te spelen. Hij trad op bij dansavonden en huispartijen in de omgeving. In 1946 stopte hij echter daarmee, nadat het tijdens een van zijn optredens was uitgelopen op een vechtpartij. Hij verhuisde naar Fairfax, waar hij o.a. werkte als chauffeur en grafdelver. In 1964 werd hij toevallig herontdekt. In het zog van de bluesrevival maakte hij zijn eerste opnamen bij Arhoolie Records. Hij was meermaals in Europa, speelde bij festivals en nam ook op voor Rounder Records en Alligator Records.

## Overlijden
Jackson overleed in januari 2002 op 77-jarige leeftijd aan de gevolgen van leverkanker.

## Discografie
- 1970: Don't Let Your Deal Go Down
- 1979: Step It Up And Go
- 1990: Deep In Bottom
- 1999: Country Blues & Ditties
- 1999: Front Porch Blues
- 2010: Rappahannock Blues

- Bibliothèque nationale de France: cb13940104m (data)
- Gemeinsame Normdatei: 1089781792
- International Standard Name Identifier: 0000 0000 7248 659X
- Library of Congress Control Number: n83131644
- MusicBrainz: 57fb9ba2-22da-4023-b7a6-9ee72c677391
- Nederlandse Thesaurus van Auteursnamen: 18176847X
- SNAC: w6zs3kjs
- Virtual International Authority File: 305149198355874940006